# Juan Carlos Mestre
Juan Carlos Mestre (Villafranca del Bierzo, León, España, 15 de abril de 1957), poeta, grabador y ensayista español. Premio Castilla y León de las Letras en 2018 al conjunto de su obra, también posee importantes premios como el Nacional de Poesía (2009) por su obra La casa roja.

## Biografía

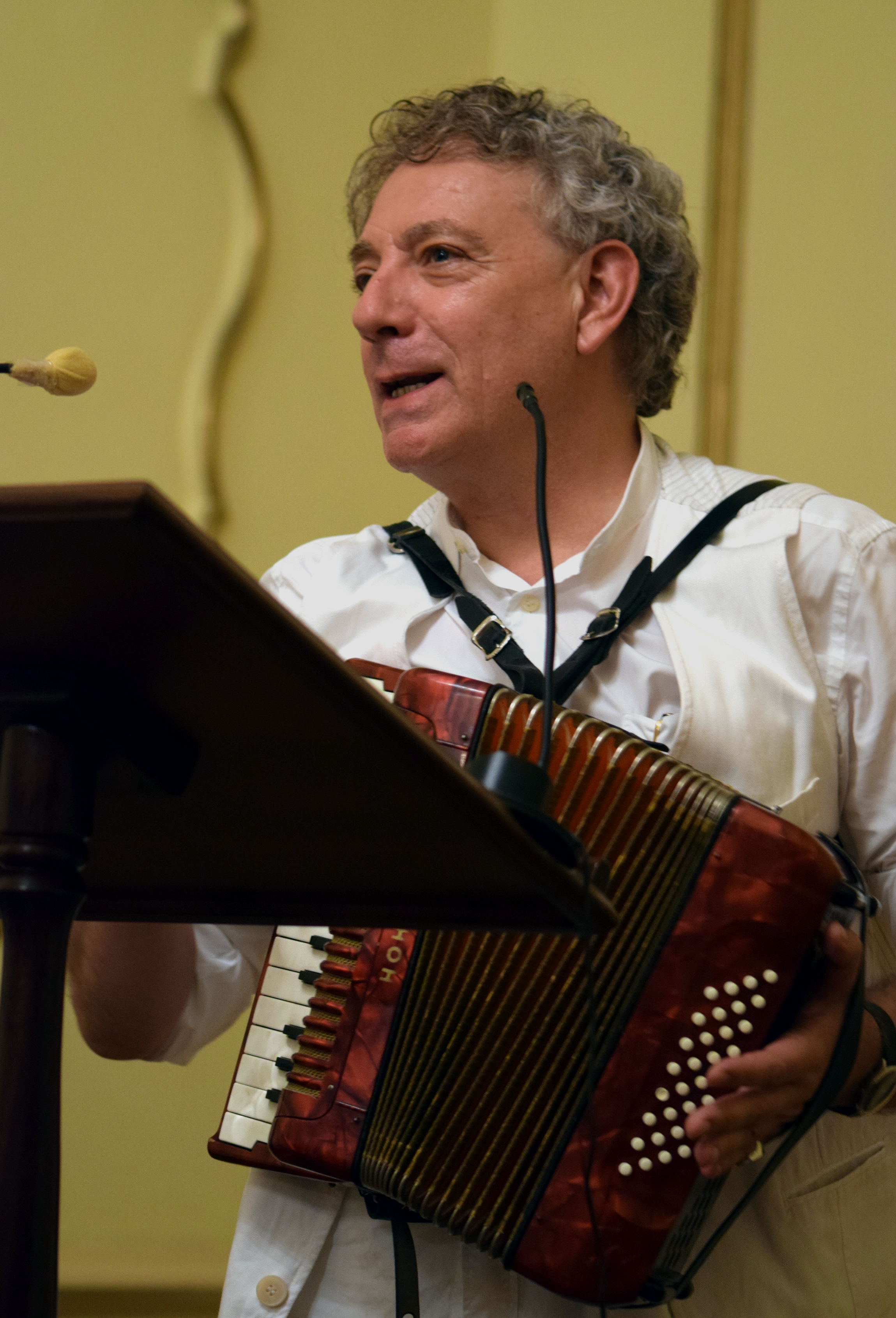
Mestre recitando en Sta. Cruz de La Palma

Juan Carlos Mestre nació en Villafranca del Bierzo, en 1957.
Su primer poemario fue Siete poemas escritos junto a la lluvia. A éste le siguió La visita de Safo. Con su tercer poemario, Antífona del otoño en el valle del Bierzo, publicado en 1986, resultó ganador del Premio Adonáis.
En 1987, durante su estancia de varios años en Chile, publicó Las páginas del fuego , más tarde de regreso a España, La poesía ha caído en desgracia, por el que se le otorgó en 1992 el Premio Jaime Gil de Biedma.
Con La tumba de Keats, escrito y editado durante su estancia en Italia como becario de la Academia de España en Roma, fue galardonado con el Premio Jaén de poesía de 1999.
Como grabador ha obtenido la Mención de Honor, 1999 en el Premio Nacional de Grabado de la Calcografía Nacional (1999) y en la VII Bienal Internacional de Grabado de Orense (2002). Ha expuesto su obra gráfica y pictórica en España, Europa y América, editado libros de artista y realizado grabaciones discográficas junto a músicos como Amancio Prada, Luis Delgado, José Zárate o Pedro Sarmiento. En sus recitales poéticos se suele acompañar musicalmente con un acordeón o cualquier otro instrumento que considere oportuno.

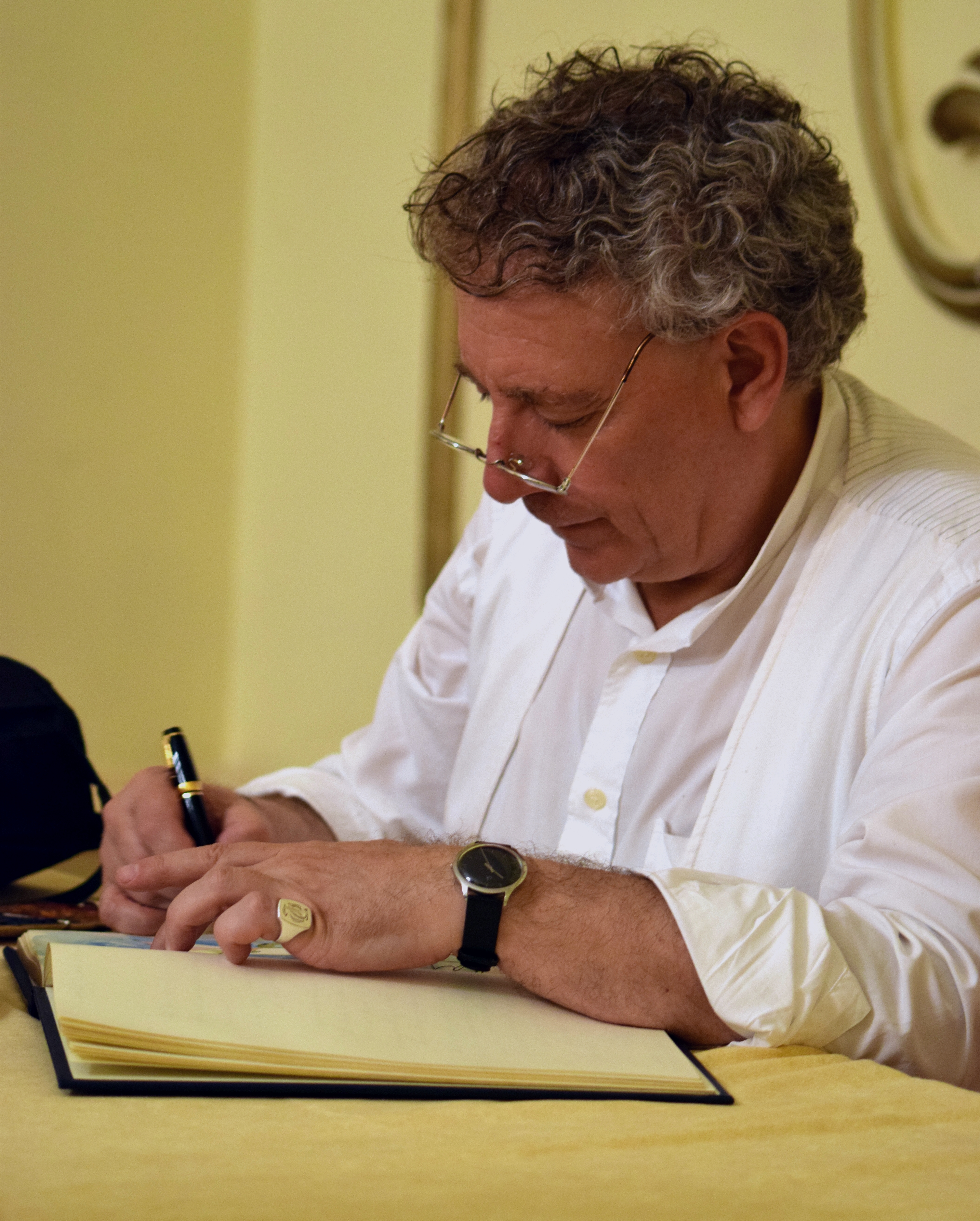
Mestre pintando una de sus típicas dedicatorias.

## Premios
- Premio Adonáis de Poesía (1985)
- Premio Jaime Gil de Biedma (1992)
- Premio Jaén de poesía (1999)
- Mención de Honor en el Premio Nacional de Grabado de la Calcografía Nacional (1999)
- Mención de Honor VII Bienal Internacional de Grabado de Orense (2002)
- Botillo de Oro, otorgado en reconocimiento a la labor de representación de su tierra natal, El Bierzo
- Premio Nacional de Poesía (2009), por el poemario La casa roja.[4]
- Premio de la Crítica de poesía castellana (2012), por el poemario La bicicleta del panadero.

## Poética
«La poesía es una forma de resistencia al mal».

## Poemarios
- Siete poemas escritos junto a la lluvia, Colección Amarilis, Barcelona, 1982.
- La visita de Safo. Colección Provincia, León, 1983.
- Antífona del Otoño en el Valle del Bierzo, Colección Adonais. Ediciones Rialp, Madrid, 1986. Premio Adonais, 1985. Reeditado en 2003 por Calambur Editorial, Madrid.
- Las páginas del fuego, Cuadernos de Movilización Literaria. Ediciones Letra Nueva, Concepción, Chile, 1987.
- Antología general de Adonais (1969-1989). Luis Jiménez Martos. Rialp, Madrid, 1989.
- El Arca de los Dones, Imprenta Sur, Edición de Rafael Pérez Estrada. Málaga, 1992.
- Los Cuerpos del Paraíso, Llibres del Phalarthao, edición de Alain Moreau con grabados de Víctor Ramírez, Barcelona, 1992.
- La poesía ha caído en desgracia, Colección Visor de Poesía. Madrid, 1992. (Premio Jaime Gil de Biedma, 1992)
- Poemas del claustro, Ayuntamiento de León, 1992.
- Medio siglo de Adonais. José Luis Cano. Ediciones Rialp, Madrid, 1993.
- Hispanística: Indian journal of Spanish and Latin, Volumen 2, Número 2, 1994.
- La mujer abstracta, Ediciones de Poesía El Gato Gris. Valladolid, 1996.
- Antología de poesía española: (1975-1995). José Enrique Martínez. Castalia, Madrid, 1997.
- La tumba de Keats, Hiperión. Madrid, 1999. (Premio Jaén de Poesía, 1999). Reeditado por Lunwerg, S.L. en 2004 y en 2007 por Hiperión. Existe una versión gráfica del propio autor titulada Cuaderno de Roma. Ayuntamiento de Málaga, 2005.
- La voz, las voces. Ayuntamiento de Montilla, 2000.
- El adepto, Luis Burgos Arte del siglo XX, 2005. Obra gráfico de Bruno Ceccobelli.
- Las estrellas para quien las trabaja. Lucerna, Colección Cuadernos de La Borrachería, Zamora, 2001. Reeditado en 2007 por Ediciones Leonesas, S.A.. León 2007.
- El universo está en la noche. Editorial Casariego. Madrid, 2006.
- Contra toda leyenda. Escuela de Arte de Mérida, 2007. Dibujos de Rafael Pérez Estrada.
- Tarjeta de visita. (Liminar de Javier Pérez Walias). Universidad Laboral, Cáceres, 2007.
- La casa roja. Calambur Editorial (poesía, n.º 85), Madrid, 2008.
- Elogio de la palabra (Antología). Casa de Poesía/EUCR, San José, Costa Rica, 2009.
- La visita de Safo y otros poemas para despedir a Lennon. Calambur editorial, 2012.
- La bicicleta del panadero. Calambur Editorial, 2012.
- Un poema no es una misa cantada, edición de Carlos Ordóñez, Lustra Editores, Lima, Perú, 2013.

## Ensayo
- Teatros del Siglo de Oro: corrales y coliseos en la Península Ibérica. Volumen 6 de Cuadernos de teatro clásico Autores: José María Díez Borque, José M. Ruano de la Haza, Juan Carlos Mestre. Compañía Nacional de Teatro Clásico, 1991. N.º de páginas 315 páginas
- A Pablo Neruda. Ayuntamiento de León, 1996.
- Elogio de la palabra. Ayuntamiento de Ponferrada, 1993.
- Lucena de las tres culturas. Ayuntamiento de Lucena, 1993.
- Notas sobre la condición del otro en un poema de José Hierro. Espacio Hierro. Medio Siglo de Creación Poética de José Hierro, Vol. II. Fundación Marcelino Botín y Universidad de Cantabria. 2001.
- La musa funámbula. La poesía española entre 1980 y 2005 Rafael Morales Barba. Huerga y Fierro Editores, Madrid, 2008.
- Historia y crítica de la literatura española, Volumen 9 Francisco Rico. 2000.

## Exposiciones individuales e instalaciones poéticas
- Galería de Arte "El Caballo Verde". La palabra pintada, pinturas y objetos. Concepción, Chile, 1988.
- Galería Brita Prinz. Instalación gráfica y escultórica sobre soportes múltiples: Babel, los laberintos de la memoria. Madrid, 1992.
- Sala de Columnas, Círculo de Bellas Artes. La mirada del ángel, poemas objeto. Madrid, 1993.
- Musée de Guétary. Instalación Homenaje a Joseph Beuys. Guétary, Francia, 1993.
- Galería Siena. Obra gráfica y poemas objeto. Ponferrada, León, 1993.
- Galería Fontanar. Mecánica de la Melancolía. Pinturas, grabados y poemas objeto. Madrid, 1994.
- Galería Duna. Obra gráfica y poemas visuales. Barcelona, 1994.
- Exposición Itinerante. Sala de las Carnicerías de León y Centros Cultural de Caja España de Ponferrada, Zamora, Palencia, Valladolid y La Bañeza. La Geografía del Olvido, propuestas para un decorado crítico, pintura sobre madera. 1996 y 1997.
- Galería Siena. Obra gráfica, dibujos y libros de artista. Ponferrada, León, 1996.
- Galería Brita Prinz. Grabados y monotipos. Madrid, 1996.
- Galería Ármaga. Selección de cuadros, grabados y elementos. León, 2007.
- Galería Fontanar.“Cavalo Morto”, Poemas y aguafuertes de Juan Carlos Mestre, Ediciones de obra gráfica y fotografía, Riaza, Segovia, 2007.

## Exposiciones colectivas
- Galería "El Caballo Verde". Concepción, Chile, 1987.
- Museo del Teatro de Almagro. Almagro, España, 1989.
- Palacio de Toledo-Moctezuma, Cáceres, 1989.
- Quinto Salón Internacional de Arte Primitivo, Ayuntamiento de París, Francia, 1990.
- Galería AF, Madrid, 1990.
- Galería Margerir, Madrid, 1990.
- Galería Tórculo, Certamen de Grabado Carmen Anzorena, Madrid, 1991.
- Galería Brita Prinz, Madrid, 1991.
- Galería Pro Arte Kasper, Morges, Suiza, 1992.
- Galería Fontanar, Madrid, 1992.
- Kunstausstellung, 500 Jahre Kolonialismus, Alemania, 1992.
- Soho Graphic Arts Workshop, Spanish Printmakers, Nueva York, 1992.
- Museo Municipal de Orense, Muestra Internacional de Grabado, 1991.
- Galería Brita Prinz, Kleinformat, Madrid, 1993.
- Galería Duna, In Memoriam Pablo Neruda, Barcelona, 1993.
- Museo del Grabado Español Contemporáneo, Marbella, Málaga, 1994.
- Galería El Progreso, Formas del Sueño, exposición de objetos surrealistas, Madrid, 1994.
- Sala de Exposiciones de la Estación Marítima de La Coruña. Gráfica: Diez años en la Universidad Internacional Menéndez Pelayo, 1995.
- Palacio Revillagigedo, Bienal de Arte Gráfico: La Estampa Contemporánea. Gijón, Asturias, 1995.
- Sala Provincia, Grabado Leonés Contemporáneo, León, 1996.
- Casa de la Cultura, Ponferrada, 1996.
- Fontanar Espacio de Arte, Los seis sentidos: El Oído, Riaza, Segovia, 1996.
- Calcografía Nacional, Premio Nacional de Grabado, Madrid, 1996.
- Palacio de Exposiciones "Kiosko Alfonso", La Coruña, 1996.
- Sociedad Económica Amigos del País, Málaga, 1996.
- Biblioteca Casa de las Conchas, Salamanca, 1996.
- Sala de Exposiciones del Centro Cultural "La General", Granada, 1996.
- Feria Internacional de Arte Contemporáneo "Arte + Sur", Granada, 1996.
- Convento de La Concepción, Premio de Grabado Ciudad de Borja, Borja, Zaragoza, 1996.
- Stampa, Feria Internacional de Grabado Fundación Deutsche Stiftung, Madrid, 1997.
- Obra Social Cajamadrid, IV Certamen Nacional de Grabado, Madrid, 1997.
- Galería Cervantes, Roma, 1998.
- Academia de España en Roma, Roma, 1998.
- Conventino del Serviti di Maria, Monteciccardo, Italia, 1998.
- Instituto Cervantes, Milán, Italia, 1998.
- Real Academia de Bellas Artes de San Fernando, Exposición Beca de Roma, Madrid, 1998.
- Galería Cruce. Primer Abierto de Arte Contemporáneo, Madrid, 1998.
- Museo Postal y Telegráfico, "Ciento y... postalicas a Federico García Lorca (1898-1998)", Madrid, 1998.
- Visión del Frío. Antonio Gamoneda. Alcalá de Henares y León. 2007.

## Libros y antologías de otros poetas
- Emboscados. Amancio Prada. Glosario e ilustraciones de Juan Carlos Mestre. Colección "Lejana y Rosa", Ediciones de la Fundación Juan Ramón Jiménez, 1995.
- La palabra destino. Rafael Pérez Estrada. Antología, prólogo y edición de Juan Carlos Mestre y Miguel Ángel Muñoz Sanjuán. Hiperión, Madrid, 2000.
- Informe para extranjeros. Antología de poesía chilena contemporánea. Dos volúmenes. Selección de María Nieves Alonso, Juan Carlos Mestre, Gilberto Triviño y Mario Rodríguez. Colección Juan Ramón Jiménez, Huelva, 2001.
- La visión comunicable, Rosamel del Valle. Antología, prólogo y edición de Juan Carlos Mestre. Colección Signos, Huerga y Fierro Editores, Madrid, 2001.
- "Seis aguafuertes de Juan Carlos Mestre con ocasión de Cazador de lunas de Javier Pérez Walias" (Málaga, Colección Monosabio / Poesía, nº 20, Ayuntamiento de Málaga, 2007).
- Lêdo Ivo. La aldea de sal. Selección y traducción Guadalupe Grande y Juan Carlos Mestre. Calambur, Madrid, 2009.